# Wundverschlussmittel

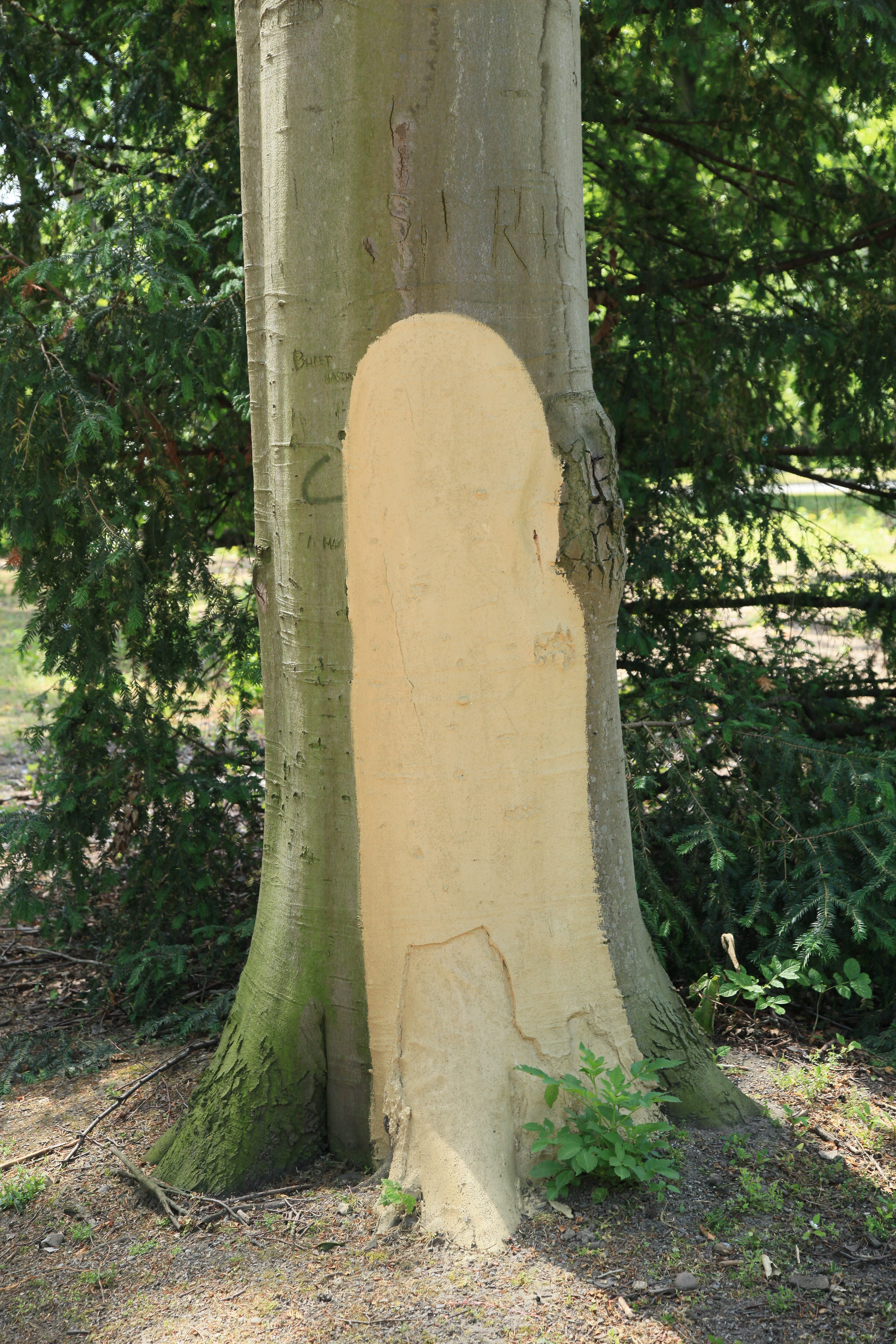
Schutzanstrich auf beim Sturm Ela beschädigten Baum im Hofgarten in Düsseldorf.

Wundverschlussmittel sind Pflanzenstärkungsmittel zum Auftragen auf beschädigte Teile des Holzkörpers von Gehölzen. Sie sollen den Wundverschluss fördern. Ihr Nutzen wurde teilweise kontrovers diskutiert. Heute wird die Anwendung meist nur noch zur Winterzeit bzw. bei großflächigen Rindenablösungen empfohlen. Alternativ werden inzwischen auch lichtundurchlässige Folien zum Abdecken von Wunden verwendet.

## Hintergrund
Durch Beschädigung der Sprossachse von Gehölzen werden das Holz, der Bast und Kambium freigelegt. Das Holz kann in der Folge von holzzersetzenden Pilzen und Bakterien besiedelt und abgebaut werden. Die Reaktion von Gehölzen auf Beschädigung wird durch das CODIT-Prinzip beschrieben.
In der Vergangenheit war in der gärtnerischen Praxis die Überzeugung verbreitet, Schnittwunden an Gehölzen sollten nach dem Schnitt vollflächig mit Wundverschlussmitteln abgedeckt werden, um die Wundheilung zu fördern. Den verwendeten Mitteln wurde nachgesagt, sie würden die Besiedelung durch Pilze und Bakterien behindern und so die Zersetzung des Holzes stoppen oder verlangsamen. Hierzu wurden die Wunden von Bäumen seit Jahrhunderten mit unterschiedlichen Naturmaterialien (bspw. Lehm) abgedeckt. Später wurden auch aus Teer hergestellte Mittel verwendet. Im 20. Jahrhundert wurden Mittel auf Basis von Kunststoffdispersionen sowie Desinfektions- und Holzschutzmittel genutzt.
Mit zunehmender Überprüfung der Methodiken stellte sich heraus, dass insbesondere die Behandlung mit Teer zu starken Schäden an Bäumen führte. Zudem wurde in den 1990er Jahren nachgewiesen, dass die verwendeten Desinfektions- und Holzschutzmittel die natürliche Abschottung von Wunden sogar verschlechterten, da sie zum Absterben von Kambium führten und Pilzbefall förderten. Außerdem wurde herausgefunden, dass die Wundverschlussmittel bei vollflächigem Auftragen nicht in der Lage waren die Wunde vor pilzlichen und bakteriellen Schaderregern zu schützen.
Auf der Grundlage von Experimenten mit Polyurethan wurde letztlich das erste Wundverschlussmittel entwickelt, das tatsächlich den direkten Luftabschluss des darunter liegenden Holzes ermöglichte und damit zu einer sofortigen Einkapselung des Schadens führte. Aufgrund der Toxizität des in dem Mittel enthaltenen Isocyanats wurde jedoch die Weiterentwicklung gestoppt.

## Heutige Anwendung
Heutzutage wird die Anwendung von Wundverschlussmitteln nur noch unter bestimmten Voraussetzungen empfohlen.

### Bestreichen des Kambiums
Das Auftragen von Wundverschlussmitteln auf freigelegtes Kambium (im Astquerschnitt der äußerste Bereich, der als grüner Ring zu erkennen ist) kann ein Austrocknen des Kambiums am Wundrand verhindern. Eine messbare Auswirkung auf den Wundverschluss konnte jedoch nur bei einer Applikation außerhalb der Vegetationsperiode nachgewiesen werden, wenn die Gehölze kaum reaktionsfähig sind. Nur bei einigen Ringporern wurde ein Effekt auch innerhalb der Vegetationsperiode nachgewiesen.
Empfehlenswert ist eine Anwendung bei Schnittwunden also allenfalls im lebendigen Bereich einer Schnittwunde. Für diese Anwendung sind beispielsweise Mittel auf der Basis von Polymerdispersionen frei verkäuflich. Vielfach empfohlen wird außerdem der Einsatz von natürlichen Materialien (insbesondere Lehm) zur Wundbehandlung, welche das Kambium in ähnlicher Weise am Leben erhalten können.

### Behandlung von flächigen Rindenablösungen
Die Rinde ist bei Gehölzen der lebendige Teil der Sprossachse. Kommt es zu einer flächigen Ablösung der Rinde (bspw. durch Wildverbiss oder Anfahrschäden mit Kfz) so kann es sein, dass auf der Wundfläche Bereiche mit noch lebendigen Kambiumzellen zurückbleiben. Diese sind auch nach Entfernen der abdeckenden Rinde noch bis zu zwei Wochen lang teilungsfähig.
Das vollflächige Bestreichen einer solchen Wunde mit zugelassenen Wundverschlussmitteln kann das Absterben dieser Kambiumzellen verhindern. Diese können dann so genannten Flächenkallus ausbilden was zu einer Einkapselung des Schadens führt. Der gleiche Effekt kann erreicht werden, indem die Wunde mit lichtundurchlässiger Folie abgedeckt wird. Letztere Methode wird als effektiver angesehen.